# Pièce de 10 francs République
Pour les articles homonymes, voir 10 francs.
Gravée par Joaquin Jimenez, la pièce française de dix francs type République de Jimenez est une petite pièce de 21 mm de diamètre composée de nickel pur avec une pureté minimale de 980 millièmes et pesant 6,5 grammes avec une tolérance de +/- 30 millièmes.
Elle devait remplacer la pièce de dix francs type Mathieu, jugée lourde et sujette à de nombreuses contrefaçons. Cependant, du fait de sa ressemblance par sa taille et sa couleur avec la pièce d'un demi-franc, elle engendra lors de son introduction le mécontentement d'une grande partie de la population et fut démonétisée le 1er mars 1987.
En 1988, la pièce bi-métallique de 10 francs au type du Génie de la Bastille remplaça définitivement la pièce de 10 francs Mathieu.
Cette pièce porte à son avers une Marianne de profil gauche « aux traits suggérant la force de la République » coiffée d'un bonnet phrygien orné de tiges de blé et de laurier sur une carte stylisée de la France métropolitaine. Au revers un coq gaulois stylisé représente la Nation française.
Cette émission, avec la dix francs Robert Schuman dérivée de celle-ci, marque la première et seule réapparition de ce symbole sur une pièce en francs de la Cinquième République.

## Frappes courantes
| millésime | numéro catalogue | tirage     | remarques |
| --------- | ---------------- | ---------- | --------- |
| 1986      | F.373/1          | 1 850      | essai     |
| 1986      | F.373/2          | 87 942 011 |           |

## Frappes commémoratives
| millésime | numéro catalogue | tirage    | désignation de l'émission |
| --------- | ---------------- | --------- | ------------------------- |
| 1986      | F.374            | 9 974 011 | Dix francs Robert Schuman |

## Sources
- Arrêté du 27 mai 1986 fixant les caractéristiques de la nouvelle pièce de 10 F, JORF no 137 du 14 juin 1986, p. 7399, sur Légifrance
- René Houyez, Valeur des Monnaies de France, éditions GARCEN
- Compagnie Générale de Bourse